# José Arias Uría
José Arias Uría (Ferrol, 1799-La Corunya, 3 de gener de 1873) va ser un polític gallec, ministre durant el regnat d'Isabel II d'Espanya.

## Biografia
Fill d'Ángel Arias de Cal i de Francisca Uría, poc després de néixer la seva família es trasllada a Betanzos. Es llicencia en lleis a la Universitat de Santiago de Compostel·la en 1825, on havia militat en organitzacions liberals. poc després contreu matrimoni amb Josefa Sande. Exerceix després de concloure els seus estudis l'advocacia en Betanzos.
Diputat a Corts per La Corunya en 1839 pel Partit Progressista, presideix la Junta Revolucionària de Betanzos després del pronunciament de Baldomero Espartero de 1840. De nou diputat a l'any següent, denúncia en 1842 actes de corrupció al Govern del Regent. En 1844 és diputat provincial de la Corunya i ha d'exiliar-se un temps a Portugal durant la dècada moderada. Al cap de poc del seu retorn de l'exili després de la presa del poder dels progressistes, ingressa en la carrera judicial i és nomenat Fiscal en l'Audiència de Mallorca en 1854. Anteriorment havia estat magistrat a les audiències de La Corunya i València.
El 15 de gener de 1856 és nomenat  ministre de Gracia i Justícia en el III gabinet d'Espartero, cessant el 14 de juliol d'aquest mateix any. Les seves grans accions en el ministeri van girar entorn de la resolució del problema de la Llei orgànica del poder Judicial en redacció en aquest moment i els problemes entorn de la relació amb l'Església catòlica.